# Teodoro Delgado Pomata
Teodoro Delgado Pomata   (Puerto de Mazarrón, 9 de desembre de 1915 - Altea, 16 de juliol de 1985) va ser un periodista espanyol. Durant la dictadura franquista va tenir un paper rellevant, arribant a dirigir diversos mitjans de comunicació.

## Biografia
Va néixer el 3 de desembre de 1915 a Puerto de Mazarrón, únic fill de pare murcià (Emilio Delgado Macián) i mare madrilenya (Carmen Pomata Capellán). Als 18 dies de néixer es va traslladar a Tànger, on el seu pare exercia el càrrec de Cap de Correus i Telègrafs. Allí va passar tota la seva infància i adolescència estudiant en un col·legi de franciscans i cursant el batxillerat en el Liceu Francès. Ja a Madrid va iniciar els estudis d'Enginyeria Industrial que no va arribar a acabar.
Es va afiliar a la Falange Española el 1934. Posteriorment, durant la Segona Guerra Mundial, es va allistar com a voluntari en la Divisió Blava i va romandre en Riga entre 1941 i 1943, on va despuntar la seva vocació periodista col·laborant en la Hoja de Campaña amb els seus dibuixos i comentaris signats com a «Teo». Durant la seva estada allí va ser ferit al front i convalescent va conèixer a la que seria la seva esposa, Tatjana Riss Golubow, amb la qual tindria cinc fills.
A partir de la seva tornada a Espanya el 1943, va estar exercint diversos treballs periodístics. De 1948 a 1955 com a director de l'emissora La Voz de la Falange. En 1949 i 1950 col·laborava com a crític cinematogràfic en la revista Primer Plano sota el pseudònim Montmartrois. De 1955 a 1962 com a director-fundador de l'emissora de ràdio La Voz de Madrid, estació central de la Red de Emisoras del Movimiento (REM), i cap de la Secció Tècnica de la REM. També va ser vocal de la Junta Nacional de la Vella Guàrdia, i conseller del Cercle de Premsa i Belles Arts, entre d'altres.
En 1958 va idear la creació del Festival Espanyol de la Cançó de Benidorm, juntament amb l'alcalde de la ciutat, Pedro Zaragoza Orts, i l'escriptor i periodista Juan Carlos Villacorta. El juliol de 1959 es va celebrar la primera edició de l'esdeveniment, organitzada per la REM des del Manila Park d'aquesta ciutat i presentat per Bobby Deglané, a la que seguiren edicions reeixides.
Va ser director-fundador de l'edició alemanya del setmanari 7 Fechas, a Colònia, càrrec que exerciria durant 18 anys. En aquesta etapa també va col·laborar com a corresponsal a Alemanya occidental amb diversos mitjans de premsa i ràdio.
En 1975 va tornar a Espanya i va continuar col·laborant en diversos mitjans de comunicació. Des de 1980 i fins a 1985 va ser guionista i director del programa Fechas para el recuerdo que s'emetia a Radio 3 de Ràdio Nacional d'Espanya.
Durant el desenvolupament de la seva carrera periodística va rebre diversos premis: el 1959 el Premi Ondas al millor director nacional de ràdio, el 1963 l'Emblema d'Or número 66, concedit per la Junta Nacional de l'Agrupació Sindical de Ràdio i Televisió, i el 1971 el Premi Ondas al seu programa d'actualitat Españoles en Europa que s'emetia a La Voz de Madrid i la seva xarxa d'emissores (REM).
Va morir a Altea, el 16 de juliol de 1985, on reposen les seves restes mortals.

## Condecoracions
- Medalla de la Campanya (1936-1939)
- Creu de Guerra al Mèrit en Campanya (1936-1939)
- Creu de l'Orde del Mèrit Militar amb distintiu vermell (1936-1939)
- Medalla del front oriental - Campanya d'hivern de l'est (1941-1942)
- Creu del Mèrit de Guerra de 2a classe amb espases (1941-1943)
- Insígnia de l'Assalt d'Infanteria (1941-1943)
- Medalla de ferit (1941-1943)
- Medalla de la Campanya de Rússia (1944)
- Encomana de l'Orde de Cisneros (1953)
- Encomana de l'Ordre Imperial del Jou i les Fletxes (1955)[17]
- Gran Creu de l'Orde del Mèrit Militar amb distintiu blanc (1959)
- Medalla d'Honor de l'Emigració

## Premis
| Premis      | Any  | Categoria                                                                        |
| ----------- | ---- | -------------------------------------------------------------------------------- |
| Premi Ondas | 1959 | Nacionals de ràdio: Millor director                                              |
| Premi Ondas | 1971 | Nacionals de ràdio: Millor programa d'actualitat "Espanyols a Europa" de la REM. |